# Хебефренија
Хебефренија, хебефрена схизофренија или дезорганизована схизофренија је облик схизофреније, код које се јављају промене у мишљењу, покретима и општем понашању болесника. Обично се јавља између 15. и 25. године живота.

## Клиничка слика
Особе које пате од хебефреније се често понављају у говору и показују низ необичних покрета током хода, говора и обављања свакодневних послова. Осим тога, пацијенти су понекад повучени, понашају се дезорганизовано, детињасто, неодговорно, склони су маниризмима, неумесним шалама и често су заокупирани филозофским и мистичним темама. Емоционалне реакције су им неадекватне, усиљене и променљиве, често праћене смејањем и кикотањем без видљивог разлога и прављењем гримаса. Расположење им је повишено и непримерено, мишљење им је дезорганизовано, а говор некохерентан. 
Хебефренија може почети постепено са израженим негативним симптомима или акутно и перакутно у облику халуцинаторно-параноидног синдрома са феноменима деперсонализације и дереализације. Суманутости и халуцинације су пролазне и фрагментиране. Симптоми се могу јавити без уочљивог повода, а понекад се јављају у склопу токсоинфективних обољења или психореактивно.

## Прогноза и лечење
Прогноза је обично лоша због брзог развоја негативних симптома и хебефренија се постепено развија у деменцију. Као вид лечења је предлагана електроконвулзивна терапија.